# マイケル・メイヤー
マイケル・メイヤー（Michael Mayer, 2001年7月6日 - ）は、アメリカ合衆国ケンタッキー州インディペンデンス出身のプロアメリカンフットボール選手。NFLのラスベガス・レイダースに所属している。ポジションはタイトエンド。

## 経歴

### カレッジ
ノートルダム大学では1年目の2020年シーズンから先発を務めた。
2021年シーズンは71レシーブ、840レシーブ獲得ヤード、7つのレシービングTDを記録し、オールアメリカンサードチームに選出された。
2022年シーズンは67レシーブ、809レシーブ獲得ヤード、9つのレシービングTDを記録。ノートルダム大学のタイトエンドの通算最多レシーブ記録を更新し、コンセンサスオールアメリカンに選出された。シーズン終了後、2023年のNFLドラフトにアーリーエントリーした。
| シーズン | 試合 | 試合 | レシーブ | レシーブ | レシーブ | レシーブ | レシーブ |
| シーズン | GP   | GS   | Rec      | Yds      | Avg      | Lng      | TD       |
| -------- | ---- | ---- | -------- | -------- | -------- | -------- | -------- |
| 2020     | 12   | 4    | 42       | 450      | 10.7     | 29       | 2        |
| 2021     | 12   | 12   | 71       | 840      | 11.8     | 52       | 7        |
| 2022     | 12   | 12   | 67       | 809      | 12.1     | 37       | 9        |
| 通算     | 36   | 28   | 180      | 2,099    | 11.7     | 52       | 18       |